# Alpine Bau
Alpine Bau GmbH – austriackie przedsiębiorstwo budowlane, część grupy Alpine Holding z siedzibą w Wals niedaleko Salzburga, do której należą także Alpine BeMo Tunnelling GmbH, Universale-Bau, GPS (Grund-, Pfahl-, und Sonderbau).

## Profil działalności
Początkowo spółka Alpine Bau GmbH specjalizowała się w budownictwie drogowo-infrastrukturalnym, jednak z biegiem czasu rozszerzyła swoją działalność na pozostałe dziedziny budownictwa prowadząc ją niemal na całym świecie. Głównym obszarem działalności przedsiębiorstwa jest obecnie budownictwo ogólne i inżynieryjne oraz budownictwo drogowo-infrastrukturalne. W ramach sektora budownictwa ogólnego i inżynieryjnego realizowane są między innymi projekty z zakresu budowy stadionów oraz modernizacji i renowacji obiektów zabytkowych takich jak Hala Stulecia we Wrocławiu.
W roku 2010 spółka Alpine wykonywała usługi budowlane o łącznej wartości 3,2 miliarda euro i zatrudniała około 15 057 pracowników będąc jednocześnie drugim co do wielkości przedsiębiorstwem budowlanym w Austrii.

## Historia
Firma Alpine została założona w roku 1965 przez braci Georga i Dimitria Pappasów i zatrudniała początkowo 28 pracowników. W roku 1968 do kierownictwa firmy dołączył Ditmar Aluta-Oltyan, a w 1972 – Otto Mierl.
W latach 70. XX w. Alpine było już największym prywatnym przedsiębiorstwem budowlanym w Austrii. W połowie lat 80. XX w. poza wieloma oddziałami w Austrii został otwarty pierwszy oddział zagraniczny w Monachium.
Od roku 1996 spółka Alpine Bau GmbH umacniała swoją pozycję na rynku, przejmując poniżej wymienione przedsiębiorstwa:
- 1996 Mayreder Bau GmbH
- 2002 Universale Bau GmbH
- 2005 Stump Spezialtiefbau GmbH
- 2008 Wasser-, Tiefbau und Rammarbeiten GmbH Stuttgart (WaTi)
- 2009 Beton- und Monierbau GmbH (obecnie Alpine BeMo Tunnelling GmbH)

W roku 2006 hiszpański koncern budowlany Fomento de Construcciones y Contratas (FCC) przejął udziały większościowego właściciela i założycielskiej rodziny Pappas.
Od 1 września 2007 nazwa spółki Alpine Mayreder Bau GmbH została zmieniona na Alpine Bau GmbH.
Od marca 2013 spółka prowadziła program ratunkowy i renegocjowała swoje zobowiązania, szukała też dodatkowego finansowania.
19 czerwca 2013 do sądu w Wiedniu wpłynął wniosek o ogłoszenie bankructwa austriackiej Alpine Bau. Zadłużenie przedsiębiorstwa wynosiło prawie 2,6 mld euro (ok. 11 mld PLN) i było ponad trzykrotnie wyższe od jej majątku oszacowanego na 661 mln euro (2,8 mld PLN). Tylko za 2012 rok Alpine Bau ogłosiło prawie 460 mln euro straty operacyjnej. Handel notowanymi na wiedeńskiej giełdzie obligacjami spółki został zawieszony. Oznaczało to faktyczne bankructwo generalnych wykonawców (w 2012 bankructwo PBG) Euro 2012 odpowiedzialnych za trzy stadiony: w Gdańsku, Poznaniu i Stadion Narodowy w Warszawie.